# CS Camelopardalis
CS Camelopardalis (förkortat CS Cam) är en dubbelstjärna i reflektionsnebulosan VdB 14, belägen i sydvästra delen av stjärnbilden Giraffen. Den har en skenbar magnitud på +4,22 och är synlig för blotta ögat där ljusföroreningar ej förekommer. Baserat på parallaxmätningar i Hipparcos-uppdraget på ca 0,8 mas beräknas den befinna sig på ca 4 300 ljusårs (975 parsek) avstånd från solen. Den formerar en grupp av stjärnor som kallas Camelopardalis R1-föreningen, en del av Cam OB1-föreningen. Den nästan identiska superjätten CE Camelopardalis ligger en halv grad åt söder.

## Egenskaper
Primärstjärnan CS Camelopardalis A är en blå till vit superjättestjärna av spektralklass B9 Ia. Den har en massa som är ca 19 gånger solens massa, en radie som är ca 86 gånger solens radie och avger ca 75 900 gånger mer energi än solen från dess fotosfär vid en effektiv temperatur på ca 10 800 K. Den klassificeras som en variabel stjärna av Alfa Cygni-typ och dess magnitud varierar från 4,19 till 4,23. Dess följeslagare, CS Camelopardalis B, är en stjärna av magnitud 8,7 som ligger 2,9 bågsekunder från primärstjärnan.